# Chiemi Hori
Chiemi Hori (堀ちえみ, Hori Chiemi) és una cantant i actriu japonesa del gènere Idol nascuda a Sakai (Osaka), al Japó, el 15 de febrer del 1967. Debutà l'any 1982 i va fer una vintena de singles i una quinzena d'àlbums fins al 1987, a més de participar en nombroses sèries i programes de televisió. En 2005 formà el trio pop Cutie Mommy amb dues altres populars idols de la Dècada de 1980, Yuu Hayami i Iyo Matsumoto.

## Orígens
Va nàixer l'any 1967 a la ciutat de Sakai (Osaka), al Japó amb el nom de Chiemi Katou (加藤智栄美, Katō Chiemi). L'any 1981 va ingressar en la indústria de l'espectacle al haver guanyat un concurs de talents fet per una empresa de l'entreteniment anomenada Horipro. En març de l'any 1982 va fer el seu debut com a cantant amb el single "Shiokaze no Shoujo/Merci Boku" (潮風の少女/メルシ・ボク). L'any 1983 va aconseguir un paper com a protagonista en la sèrie de la TBS “Suchuwādesu Monogatari” (En català: "Història d'hostessa"). Posteriorment va fer altres sèries de la productora Daiei com "Star Tanjou" o "Hanayome ishō ha dare ga kiru", totes elles en la dècada de 1980 i convertint-se així en una de les actrius juvenils més populars del moment. En març de l'any 1987, després de fer 20 anys, es retirà de forma temporal. El seu darrer single va dur per títol "Ai wo Ima shinjiteita".

## Tornada al món de l'espectacle
Al 1989 va ingressar a l'agència de talents "Shochiku Preforming Arts" reprenent així la seua activitat artística. En aquells anys, va contraure matrimoni amb un cirurgià, passant a dir-se Chiemi Amako (尼子 智栄美 Amako Chiemi) va tindre amb ell tres fills nascuts el 1990, 1992 i 1993. Es divorcià del seu espòs al 1999. Al maig del 2000 contragué matrimoni amb un home que treballava per a la indústria de les revistes. D'aquest matrimoni nasqueren 4 fills més, el primer a l'any 2000 i els darrers al 2002. Després de 14 anys sense traure cap single, al 2001 va presentar-ne un que duia per títol "Pinku no Aozai no suso o yorukaze ni asoba se - South Wind". Des del 2005 les seues activitats artístiques es van reprendre de forma plena fent a Tòquio i Osaka un concert en directe, el primer des de feia 18 anys, amb el títol "Seishuun no Wasuremono" (en català: "Les coses oblidades dels temps de joventut"). També eixe mateix any a instàncies d'un projecte artístic de la TBS va formar amb Yū Hayami i Iyo Matsumoto el grup Cutie Mommy. Al juny del 2010 es divorcià per segona vegada. Al 11 de desembre del 2011 es casà en una cerimònia xintoista al santuari Meiji. Al 20 de març del 2017 va fer un concert en viu per celebrar el seu 35é aniversari als escenaris. El nom del concert fou 『Chiemi Hori 35th Anniversary Live 〜ちえみちゃん祭り2017〜』

## Treballs
Singles
- 1982.03.21: Shiokaze no Shoujo / Merci Boku (潮風の少女／メルシ・ボク)
- 1982.06.21: Manatsu no Shoujo (真夏の少女)
- 1982.08.21: Machibouke (待ちぼうけ)
- 1982.11.05: Tomadoi no Shuumatsu (とまどいの週末)
- 1983.01.21: Sayonara no Monogatari (さよならの物語)
- 1983.04.21: Nairo no Dairy (夏色のダイアリー)
- 1983.07.07: Aoi Natsu no Epilogue (青い夏のエピローグ)
- 1983.10.05: Yuugure Kibun (夕暮れ気分)
- 1984.01.21: Shiroi Handkerchief (白いハンカチーフ)
- 1984.04.21: Inazuma Paradise (稲妻パラダイス)
- 1984.07.18: Tokyo Sugar Town (東京Sugar Town)
- 1984.10.17: Crazy Love / Koi no Runner (クレイジーラブ/愛のランナー)
- 1985.01.23: Ribbon (リ・ボ・ン)
- 1985.04.24: Deadend Street GIRL
- 1985.07.03: Wa Shoi! / Kaze no Southern California (Wa・ショイ!／風のサザン・カリフォルニア)
- 1985.09.25: Seishun no Wasuremono (青春の忘れ物)
- 1986.01.21: Yumechibyou (夢千秒)
- 1986.04.21: Jack Knife no Natsu (ジャックナイフの夏)
- 1986.07.14: Natsu Saki Musume (夏咲き娘)
- 1986.10.21: Suteki na Kyuujitsu (素敵な休日)
- 1987.03.21: Ai wo Ima Shinjite Itai (愛を今信じていたい)
- 2001.08.17: Pink no Ao Dai no Sode wo Yokaze ni Asobase « South Wind » (ピンクのアオザイの袖を夜風にあそばせ『South Wind』)
- 2007.09.14: Kimi to Iru Sekai (君といる世界)

Àlbums originals
- 1982.05.02: Shoujo (少女)
- 1982.11.02: Yume Nikki (夢日記)
- 1983.06.21: Kaze no Sasayaki (風のささやき)
- 1983.10.21: Chiemi LIVE (ちえみLIVE) (live)
- 1983.12.07: Yuki no Concerto (雪のコンチェルト)
- 1984.06.21: Plum Creek (プラムクリーク)
- 1984.12.05: Strawberry Heart
- 1985.06.05: Lonely Universe
- 1985.12.02: Yume no Tsuzuki (夢の続き)
- 1986.06.21: glory days
- 1987.04.05: Scarlet Hakusho (スカーレット白書)
- 1992.05.27: Okaasan tte Ii na (おかあさんっていいな)

Compilacions (best album)
- 1983.03.21: Kokoro no Tobira ~Chiemi Myself~ (心の扉 ～ちえみMyself～)
- 1984.03.03: best -Kinenbi- (best -記念日-)
- 1984.08.02: Hori Chiemi My Best 24 (堀ちえみ Myベスト24)
- 1984.12.05: BEST SELECTION
- 1985.03.05: best ~Umareta Toki Kara~ (best ～生まれた時から～)
- 1985.11.01: THE BEST
- 1986.10.05: SUPER BEST
- 1986.11.02: Singles I (シングルスI)
- 1987.10.21: BEST
- 1989.07.21: Yesterday
- 2002.06.19: 82-87 BOKURA-NO BEST
- 2003.12.17: 82-84 BOKURA-NO BEST 2
- 2004.06.18: 84-87 BOKURA-NO BEST 3
- 2005.07.20: Singles II (シングルスII)
- 2007.08.17: Single Complete (Singlesコンプリート)

Vídeos/DVD
- 1983.10.21: Chiemi LIVE (ちえみLIVE)
- 2006.07.29: Chiemi Hori Memorial Live 2005

Sèries de televisió
- 1982: Mechanko Mickey (TBS)
- 1983: Stewarddess Monogatari (TBS)
- 1984: Abare Kyuuan (KTV)
- 1985: Star Tanjō (Fuji Television)
- 1986: Kazoku Hakkei (Fuji Television)
  - Hanayome Ishō wa Dare ga Kiru (Fuji Television)
- 1997: Amakara Shan (NHK)
- 2001: Minami no Teiō
- 2003: Teru Teru Kazoku (NHK)
- 2010: Flunk Punk Rumble (TBS)

Pel·lícules
- 1985: The Sound of Waves (Shiosai)
- 2009: Iro Soku ze ne Reishon
- 2010: Seikazoku Yamato-Ji
- 2012: Eiga Yōkai Ningen Bemu